# Bounodus
Bounodus is een geslacht van uitgestorven hoefdieren uit de Proterotheriidae van de Litopterna. Dit dier leefde tijdens het Mioceen in Zuid-Amerika. Het geslacht omvat als enige soort B. enigmaticus. 

## Voorkomen
Fossielen van Bounodus zijn gevonden in de Urumaco-formatie in Venezuela. De vondsten dateren uit het Laat-Mioceen. Het holotype is een gedeeltelijke bovenkaak met enkele tanden. De lichaamsbouw kwam vermoedelijk overeen met die van de verwante Megadolodus.

## Kenmerken
De gebit van Bounodus past bij een omnivoor of frugivoor. De tanden waren geschikt voor het breken van harde schalen om fruit en zelfs voor kraken van het exoskelet van schaal- en schelpdieren.